# Tovsta Mohyla
Tovsta Mohyla (en ukrainien : Товста могила et en russe : Толстая могила, Tolstaïa Moguila) est un site archéologique situé à Pokrov en Ukraine.
C'est un ancien kourgane scythe. Le site est inscrit au Registre national des monuments d'Ukraine.

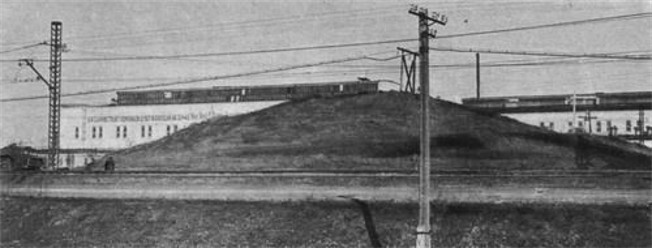
Le site en 1970.
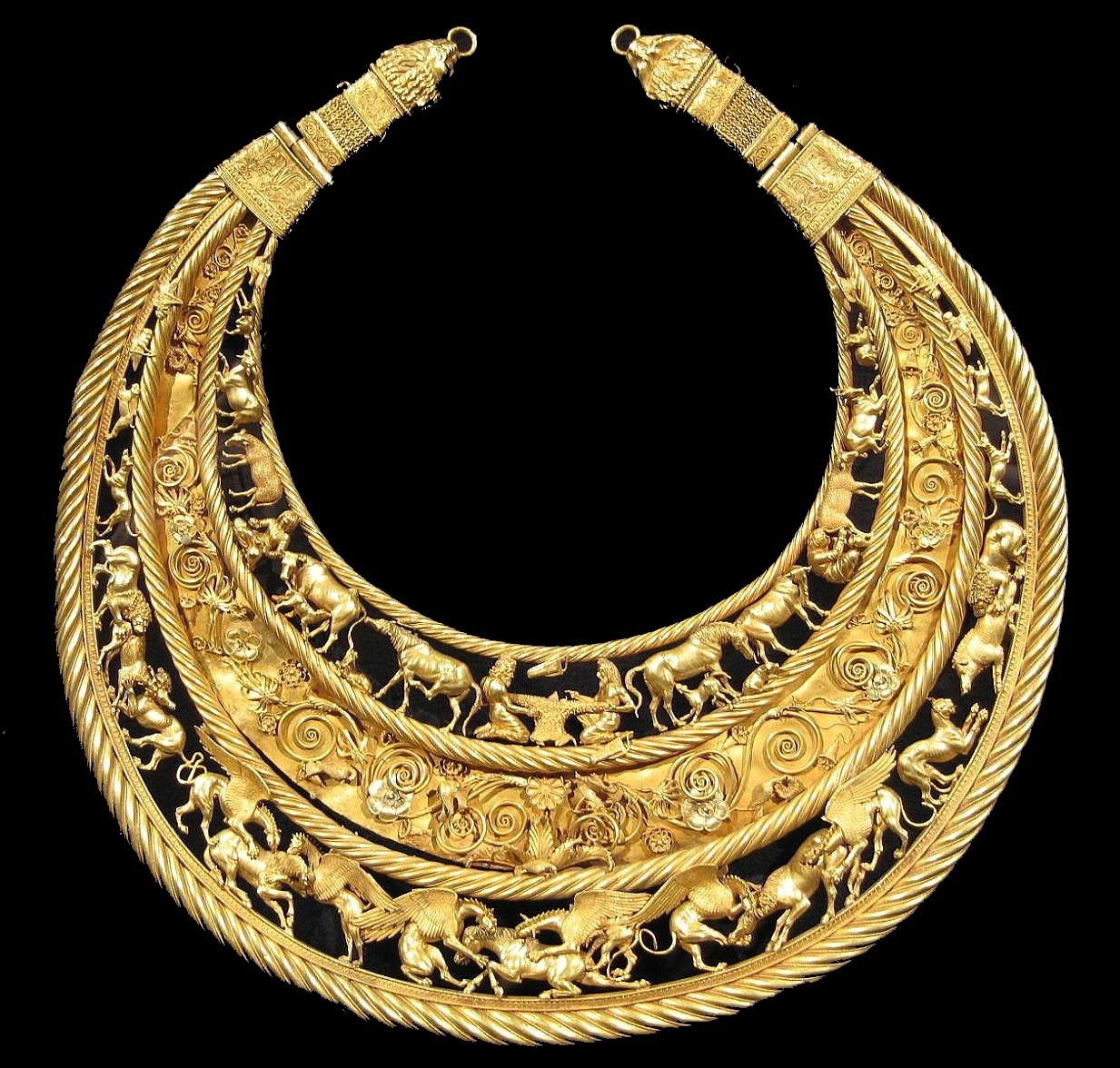
Pectoral trouvé sur le site.
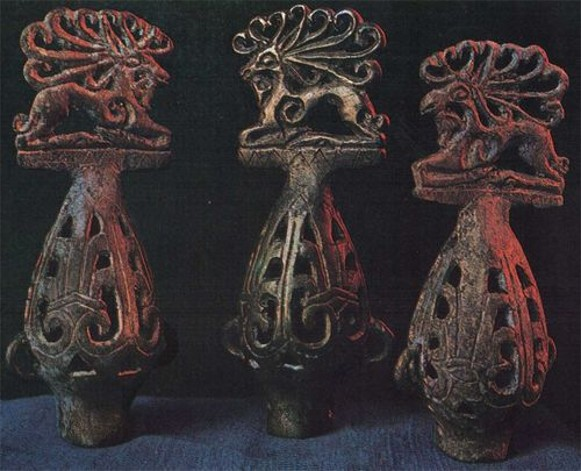
Art Scythe.
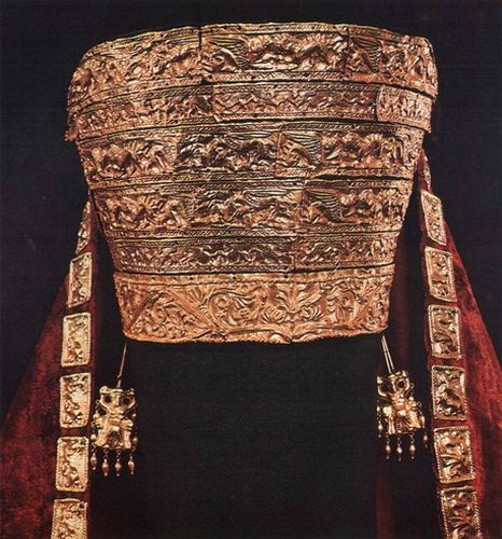
Coiffe.
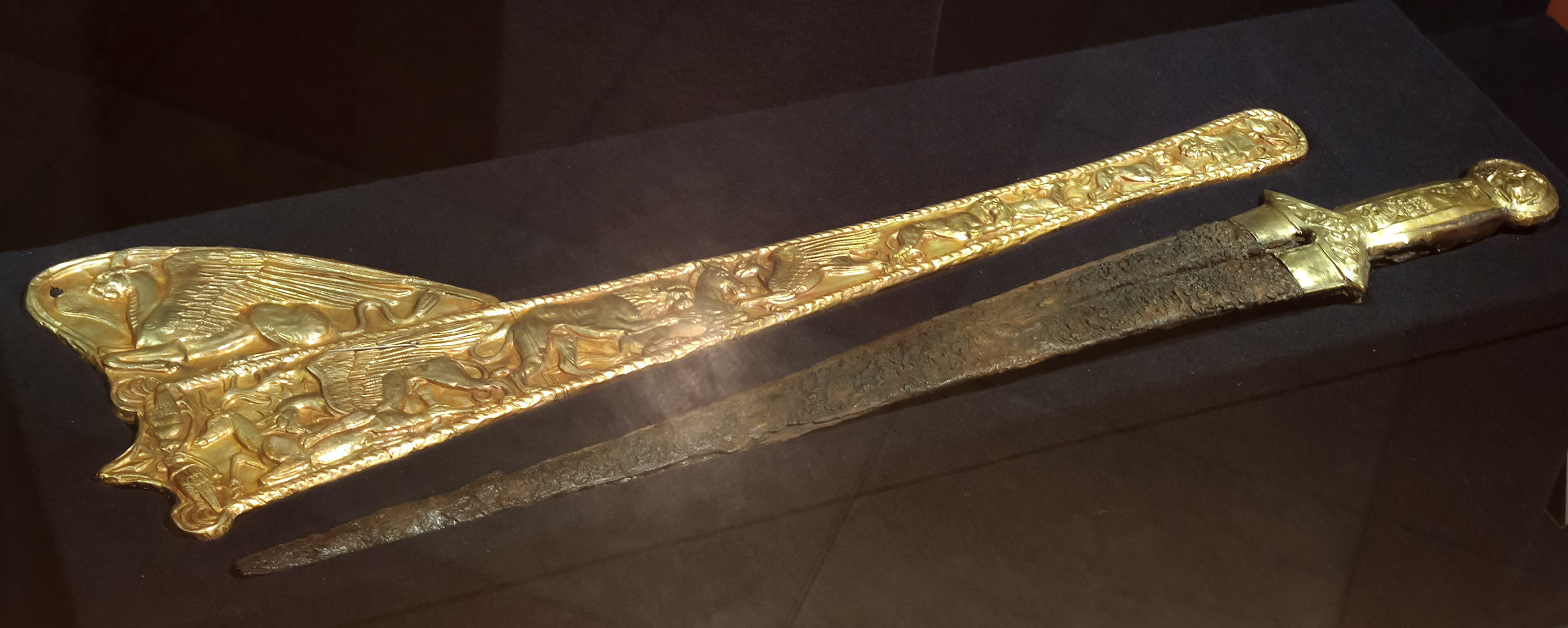
Acinace et fourreau présentés lors de l'exposition de 2013-2014 conservé au Musée du Trésor national de l'histoire de l'Ukraine.